# (5952) Davemonet
(5952) Davemonet est un astéroïde de la ceinture principale.

## Description
(5952) Davemonet est un astéroïde de la ceinture principale. Il fut découvert le 4 mars 1987 à la station Anderson Mesa par Edward L. G. Bowell. Il présente une orbite caractérisée par un demi-grand axe de 2,27 UA, une excentricité de 0,11 et une inclinaison de 4,1° par rapport à l'écliptique.

## Compléments